# Ресторан Шаран у Земуну
Ресторан „Шаран” у Земуну један је од многобројних рибљих ресторана и култно место за окупљање љубитеља добре хране и надалеко чувене рибље чорбе на дунавком кеју у Градској општини Земун. Основао га је с краја 19. века угледни грађанин Земуна Аркадија Бокалић, у приземљу своје куће, тик уз саму десну обалу Дунава, на месту где је пристајала скела, назвавши га „Златни шаран”. Први гости, уз пећ бубњару на олајисаном патосу, били су дунавски аласи и сељаци који су чекали скелу да их одвезе у баште на другој обали реке.
Од настанка па све до средине прве децениј 21. века „Шаран” је био ресторан искључиво речне рибе, како је то дуго била традиција. Од тада постао је ресторан речне, морска риба и интернационалне кухиња. Иако је ресторан „мало модернизован и нашминкан”, он и даље представља једно од најпопуларнијих места не само у Земуну већ и читавом Београду, јер кроз три века другује са Дунавом, пркоси времену и прича своје приче онима који сврате на најбољу рибљу чорбу и чашицу разговора.

## Положај
Ресторан се налази на десној обали Дунава на прелепом земунском кеју на адреси Кеј Ослобођења 53, у подножју лесног брега Гардош у старом земунском насељу „Доњи Град”, на 7,2 km удаљености од центра Београда, 16,1 km од аеродрома Сурчин, 100 m западно од Цркве Светог Николе, 300 m од главне Земунске улице и позоришта Мадленианум и 50 m од старе лучке капетаније (данас стецишта уметника).

## Историја
Године 1871. после преуређења Аустроугарске, Земун је добио статусу слободног града с изборним градоначелником. Нешто касније укинута је Војна граница и Земун је постао средиште образованог среза. Године 1873. град је повезан железничком пругом са Европом, а затим, преко Београда 1884. године са истоком Србије. Улагање у инфраструктуру Земуна повећало је промет и оживело привреду, која се огледала у отварању радионица, првих фабрика, парних млинова, првих банака, савремених хотела, кафана, обнављању грађевинског фонда, уређивању улица, копању првих артеских бунара (1892) и увођењу електричног осветљења (1901) .
У таквим условима у Земуну, 1896 или 1998. године, на данашњој локацији, кафану под називом „Златни шаран”, основао је највероватније угледни грађанин Земуна Аркадија Бокалић, у својој кући приземљуши, испод Гардоша, на месту где је било пристаниште, на десној обали Дунава. Међутим постоји и друга прича, коју негују у данашњем ресторану, да је овај објекат основао земунски алас Вићентије Вукотић.
Било какао било, кафана је отворена са намером да се у њој, на месту где су се на обали Дунава, сакупљали аласи са Гардоша и сељаци из Горње вароши, који су чекали скелу да их превезе у баште на Червенко, на банатској обали Дунава, потом путници - намерници, али и весељаци, пијанци и кавгаџије (по којима је „Шаран” био на лошем гласу). Иако су гости у већини били честит и радан свет, они су ипак били припрости, тако да су елитни гости Земуна у то време заобилазили „Шаран” и одлазили у тадашње далеко угледније ресторане у хотелима „Гранд”" и „Централ”" или у ресторан „Венецију”".
После смрти Аркадија Бокалића, кафану, која је у међувремену, променила име у „Шаран”, наставили су да воде његова удовица Добрила и син Лазар, који је завршио велике школе и касније постао угледан банкарски чиновник и истакнути земунски спортски радник. Како је због бројних обавеза имао све мање времена Лазар је на крају кафану продао.
Последњих дана Првог светског рата, 5. новембра 1918. године, у Земун је ушла српска војска и град и кафана „Шаран”  ушла је у састав новоформиране Државе Срба, Хрвата и Словенаца, па у њу долазе све бројнији гости  жељни добре речне рибе из целе Краљевине Југославије.
Како је временом преовладо глас да је то кафана у којој се спремају најбољи рибљи специјалитети, да на јеловнику има 70 разних јела од речне рибе, да у њој риба директно из Дунава ускакаче у тигањ, и да се спрема надалеко чувена рибља чорби јединственог укуса (чија се традиционална рецептура и данас користи), почели су да долазе и угледни гости. Тако је временом „Шаран” постао култно место и модеран угоститељски објекат који окупља не само љубитеље рибљих специјалитета, доброг вина и друштва, већ и уметнике, књижевнике дипломате, али и аласе са Дунава којима је он био прво место на улазу у стари Земун, у које су долазили и доносили пуне руке свеже рибе, право из својих чамаца. 
Између Првог и Другог светског рата „Шаран” је променио неколико власника. Најпопуларнији међу њима био је Антун Трнавац, звани Бата Гајдаш. 
| „ | Пошто се пензионисао овај вешти земунски угоститељ је склепао некакву дрвену колибу на другој обали Дунава, „у риту”, и у њој точио пиће и служио пржену рибу аласима и првим „викендашима”, а ову своју илегалну крчму назвао је звучним именом „Хилтон”! | ” |

Бату Гајдаша, пред почетак Другог светског рата наследио је и „Шаран” водио Никола Атанацковић, звани Тица, такође познати земунски угоститељ.
Након Другог светског рата „Шаран” је национализован и припојен рибарској задрузи истог имена, у коју је комунистичка власт на силу утерала и све земунске аласе. 
| „ | Кафана је у послератном периоду поново сведена на безличну крчму о којој је нови - друштвени - власник мало водио рачуна, па је објекат све више пропадао и губио свој углед. Тек 1952. године, када је "Шаран" постао власништво Пољопривредно-индустријског комбината "Срем", ситуација је знатно поправљена. Иако је ресторан задржао свој стари изглед - са олајисаним црним подом, пећи бубњаром смештеној у ћошку и вратима између две сале, попут оних у каубојским филмовима - квалитет кухиње је знатно побољшан, а асортиман јела од рибе постао разноврснији, баш као и избор пића које је нуђено све учесталијим али и отменији гостима. | ” |

Тако је „Шаран”, мало по мало, већ средином шездесетих година, постао једно од најпопуларнијих места не само у Земуну већ и читавом Београду.
Након што су запослени радници у ресторану 1966. године године одбили понуду земунског угоститељског предузећа „Централ” да уђу у његов састав, ресторан је наставио да ради у оквиру ПКБ „Турист” (касније „Беотурса”). Након ове одлуке исте године 
извршени су обимни радови на детаљном преуређењу и реновирању читавог објекта. Слични радови предузети су од 1981 до 1982. године када су ентеријер а добрим делом и фасада претрпели знатне измене. Планове за ово реновирање урадио је познати архитекта Петар Ђаковић, па је „Шаран” по свом изгледу постао једна од најлепших кафана Београда.
У овом ресторан, који је био и остао душа Земуна, традиционалне архитектуре и пријатног амбијента, од његовог настанка окупљале су се најславније личности и имена из разних области рада и живота, Земуна и Београда.   
| „ | Деценијама су „Шаран” одржавали високи гости, као што су били Мика Алас, принц Ђорђе Карађорђевић, др Јован Суботић, али пре свих боеми, људи којима је кафана заиста била друга кућа. Мало је познато да су баш у овој кафани настали стихови „Дунав, Дунав тихо тече, вратити се она неће”. | ” |

Након реноворања ресторана 80-тих година 20. века део сталних гостију, незадовољан променама ентеријера, сматрајући их исувише „отменим”; 
| „ | ...престао је да долази и потражио неки други, скромнији кутак, али је зато „Шаран” добио мноштво нових гостију. И ова вртешка на којој се смењују гости различитог статуса и угледа, очигледно је још једна од традиција овог ресторана. И поред свега, то је једна од најпопуларнијих београдских кафана и свакако понос земунског угоститељства. | ” |

Ресторан је приватизован 2004. године. Тада је мало је измењен како по изгледу тако и по понуди. У њему се од пића више не служи само ракија и вино, како је то дуго била традиција, већ и морска риба и интернационална кухиња. Иако је ресторан „мало модернизован и нашминкан,” он и даље другује са Дунавом, пркоси времену и прича своје приче онима који сврате на најбољу  рибљу чорбу и чашицу разговора.

## Изглед
Након неколико реновирања у 20. и 21. веку ресторан није задржао свој стари изглед трошне зграде - са улазним вратима на једном од углова, олајисаним црним подом, бубњаром смештеном у ћошку и вратима између две сале, попут оних у каубојским филмовима. Споља је добио рустични изглед старе кафане, са летњом баштом, која надопуњује амбијент старог дела Земуна, а унутра нови ентеријер који је комфоран са мобилијараом из 21. века. 

## Карактеристике угоститељске понуде
Од свог настанка па сво до средине прве децениј 21. века „Шаран” је био ресторан искључиво речне рибе. Промена се десила 2004. године када је ресторан приватизован, а нови власници у своју понуду уврстили цео програм морске рибе и специјалитета из мора, а нешто касније на захтев појединих клијента и друге гасторномске специјалитете. Спајајући тако традиционалне рецепте са модерним токовима у кулинарству, ресторан на менију има на савремен али и на класичан начин производене домаће специјалитете од рибе колаче, и надалеко чувену рибљу чорбу. Тиме је квалитет кухиње знатно побољшан, а асортиман јела од рибе постао је разноврснији, баш као и избор пића које се данас нуд све учесталијим али и отменији гостима из свих крајева света.

## Радно време
Радно време ресторана по данима је:
- Понедељак — од 15 до 23 час. (кухиња ради до 22:30 час.)
- Уторак — Субота  —  од 12 до 01 час. (кухиња ради до поноћи)
- Недеља  —  од 12 до 23 час (кухиња ради до  22:30 час.)